# Lepthyphantes quadrimaculatus
Lepthyphantes quadrimaculatus este o specie de păianjeni din genul Lepthyphantes, familia Linyphiidae, descrisă de Kulczynski, 1898. Conform Catalogue of Life specia Lepthyphantes quadrimaculatus nu are subspecii cunoscute.